# Eikasmós
Eikasmós. Quaderni Bolognesi di Filologia Classica (dt. Eikasmos. Bologneser Hefte zur Klassischen Philologie) ist eine italienische altphilologische Fachzeitschrift.
Eikasmós erscheint einmal jährlich an der Universität Bologna. Die Zeitschrift wurde 1990 von Enzo Degani gegründet. Jedes Heft ist in vier Abschnitte gegliedert: Der erste ist der antiken Literatur selbst gewidmet und bietet textkritische und interpretatorische Aufsätze. Der zweite Teil beschäftigt sich mit der Geschichte der klassischen Altertumswissenschaft. Der dritte Teil bietet Rezensionen neuer Veröffentlichungen und kritische Auseinandersetzung mit den Tendenzen der Forschung. Der vierte Abschnitt enthält bibliographische Hinweise auf neue Veröffentlichungen auf dem Feld der Klassischen Philologie. Die meisten Beiträge werden auf Italienisch veröffentlicht; es gibt jedoch auch recht viele Aufsätze auf Englisch, teilweise auch auf Deutsch.
Alle Beiträge werden nach der Print-Veröffentlichung auch in eine Online-Datenbank eingestellt, die die Inhaltsverzeichnisse sowie alle Aufsätze und Rezensionen (im HTML-Format und als PDF-Datei) enthält. Dort erscheint auch eine Reihe Studi di Eikasmós Online (bisher erschienen eine Ausgabe der arabischen Galen-Übersetzung des Ishâq di al-Hîra; Bologna 2004). Der Zeitschrift sind zwei Schriftenreihen angegliedert, die Studi (Studien) und Sussidi di Eikasmós (Materialien). Herausgeber der Zeitschrift sind derzeit (2011) Francesco Bossi, Gabriele Burzacchini, Ornella Montanari, Vinicio Tammaro und Renzo Tosi. Eikasmós wird im Verlag Liligraf di L. Parma in San Lazzaro di Savena bei Bologna publiziert.